# HD206194
HD206194 — хімічно пекулярна зоря спектрального класу A3, що має видиму зоряну величину в смузі V приблизно  8,4.
Вона  розташована на відстані близько 621,3 світлових років від Сонця.